# 勝央インターチェンジ
勝央インターチェンジ（しょうおうインターチェンジ）は、岡山県勝田郡勝央町にある美作岡山道路のインターチェンジである。

## 道路
- 美作岡山道路

## 接続する道路
- 国道179号
- 国道374号（国道179号と重複）

## 歴史
- 2012年3月20日 : 勝央IC - 湯郷温泉IC間開通に伴い供用開始。
- 2016年3月27日 : 勝央JCT - 勝央IC間開通[1]。

## 周辺
- ローソン 勝央町店
- ENEOS 勝央SS
- 岡山県貨物運送 勝央支社
- さとう記念病院
- パチンコ勝央グランド

## 隣
美作岡山道路
勝央JCT - 勝央IC - 湯郷温泉IC